# Wish (nền tảng)
Wish là một nền tảng thương mại điện tử trực tuyến của Hoa Kỳ. Wish được thành lập năm 2010, các đồng sáng lập là Piotr Szulczewski là CEO và Danny Zhang (CTO cũ).
Công ty điều hành Wish là ContextLogic Inc. ở San Francisco, Hoa Kỳ. Nền tảng này cá nhân hoá trải nghiệm mua hàng cho từng khách hàng thay vì phụ thuộc vào kết quả ở thanh tìm kiếm. Wish cho phép người bán liệt kê các sản phẩm và bán trực tiếp đến người tiêu dùng. Wish làm việc với các nhà cung cấp dịch vụ thanh toán để xử lý phần thanh toán, không lưu kho hàng hay trả hàng.